# Federico Millet d'Arvillars
Il marchese Joseph Jean Frédéric Pantaléon Milliet d'Arvillars (Chambéry, 26 dicembre 1788 – Torino, 12 febbraio 1858) è stato un generale e politico italiano.

## Famiglia
Appartenente ad una nota famiglia nobile della Savoia, fu figlio del marchese Joseph-Frédéric (1769-1794) e della marchesa Louise-Henriette Morand de Saint-Sulpice. Il padre aveva combattuto contro i francesi nella guerra delle Alpi come capitano nel reggimento provinciale di Moriana perdendo la vita in combattimento al Moncenisio.
Il fratello minore Henri (1790-1812) militò nella Grande Armata in quanto ufficiale del recente costituito filonapoleonico Regno di Baviera e partecipò alla campagna di Russia rimanendo tuttavia ucciso nella grande ritirata sul fiume Beresina (25-29 novembre).
Si sposò con Marie-Anne-Fanny de Buttet du Bourget, dama d’onore della duchessa di Savoia, Maria Adelaide d'Asburgo-Lorena, sposa dell'allora duca di Savoia, Vittorio Emanuele.

## Biografia
Joseph-Jean-Frédéric inaugurò la sua carriera militare nelle Guardie d'Onore del principe Camillo Borghese, allora governatore del Piemonte. Entrato come sottotenente del 28e Chasseur à chèval dell'esercito francese, partecipò alla campagna di Russia (1812) ma venne catturato dai russi e fu da questi imprigionato a Kazan ove rimase sino al 1814, quando poté fare ritorno in patria. 
Nel 1815, con la Restaurazione, il d’Arvillars fu nominato luogotenente nel Corpo dei Carabinieri Reali e, poi, nel reggimento Savoia. Nel 1816 venne nominato maresciallo d’alloggio nella 1ª compagnia delle Guardie del Corpo del Re. Contemporaneamente alla carriera militare, il d’Arvillars fu presente anche alla aorte di Carlo Felice diventando gentiluomo di camera nel 1822. La carriera militare ebbe una ripresa nel 1831 quando fu promosso cornetta, con il grado di luogotenente colonnello di fanteria, nelle Guardie del Corpo del Re. Nel 1832 avanzò di grado divenendo colonnello del 2º reggimento Savoia e nel 1836 fu promosso maggior generale della Brigata Savoia. Dal 1837 fu trasferito nella Brigata Guardie divenendo poi luogotenente generale aiutante di campo di re Carlo Alberto. Nel febbraio del 1848 fu inviato quale comandante militare della Divisione Militare di Alessandria e, allo scoppio della guerra con l'Austria, ricevette il comando della 1ª divisione del I corpo d’armata piemontese.
Nella battaglia di Pastrengo inviò una compagnia di cacciatori della Brigata Aosta a cooperare con l’artiglieria e la cavalleria per respingere gli austriaci che si stavano muovendo nei pressi di Sona. Il 6 maggio comandò alla Brigata La Regina di dirigersi, sulla strada di Sona, verso San Massimo ma, poiché si era imbattuta nell’avanguardia austriaca, ritardò il congiungimento con i reparti della Brigata Aosta. Nel corso dello stesso fatto d’arme, una volta che la Brigata La Regina riuscì a disimpegnarsi, il generale Bava ordinò al d’Arvillars di effettuare una manovra obliqua a destra per potersi ricongiungere finalmente alle unità della Brigata Aosta del generale Sommariva che stava assaltando Santa Lucia, ma, o per errata comprensione dell’ordine o per mal formulazione da parte di Bava e a causa dell'orografia sconnessa del terreno, le unità della Regina si trovarono addirittura dietro la Brigata Guardie, che stava seguendo a lunga distanza l’Aosta, nei pressi del forte Fenilone, così da non partecipare più ai combattimenti.
Si distinse in entrambi gli scontri di Goito sia in quello dell’8 aprile (cfr. battaglia del Ponte di Goito) e sia in quello del 30 maggio.
Nella battaglia del 30, insieme al generale Garretti di Ferrere, comandante della 2ª divisione, fu al comando del fianco destro e del centro dello schieramento guidando le brigate Aosta, Cuneo, Casale, quattro battaglioni dell’Acqui, di Savoia Cavalleria e di tre squadroni dell’Aosta Cavalleria con qualche batteria di supporto.
Ammalatosi nei primi di agosto a campagna ancora in corso, venne sostituito provvisoriamente nel comando della 1ª divisione dal marchese di Sommariva e si ritirò dalla vita militare. Il 24 ottobre 1848 venne collocato a riposo e nel dicembre del 1849 re Vittorio Emanuele II lo nominò senatore del regno.
Fu Gran cordone dell'Ordine dei SS. Maurizio e Lazzaro nel 1848, Commendatore dell'Ordine della Corona Ferrea d’Austria, Commendatore dell'Ordine di Sant'Anna di Russia, Commendatore dell'Ordine della Legion d'Onore di Francia e cavaliere della Corona di Quercia dei Paesi Bassi. Ricevette anche la medaglia d'argento al valor militare.